# Raccordement van La Chapelle-Charbons
Het Raccordement van La Chapelle-Charbons was een Franse spoorlijn van triage La Chapelle naar station Rosa Parks. De lijn was 1,0 km lang en heeft als lijnnummer 272 311.

## Geschiedenis
De lijn werd aangelegd door de Compagnie des chemins de fer du Nord en werd geopend in 1855. De lijn is alleen in gebruik geweest voor het uitwisselen van materieel tussen de stations Paris-Nord en Paris-Est. Sinds 2019 is de lijn buiten gebruik en gedeeltelijk opgebroken. Het grote viaduct over het beginpunt van de A1 bij de Porte de la Chapelle bestaat gedeeltelijk nog.

## Aansluitingen
In de volgende plaatsen is of was er een aansluiting op de volgende spoorlijnen:
La Plaine
RFN 272 000, spoorlijn tussen Paris-Nord en Lille
La Chapelle-Charbons
RFN 955 000, spoorlijn tussen La Rapée en Batignolles
Rosa Parks
RFN 001 000, spoorlijn tussen Paris-Est en Mulhouse

## Galerij

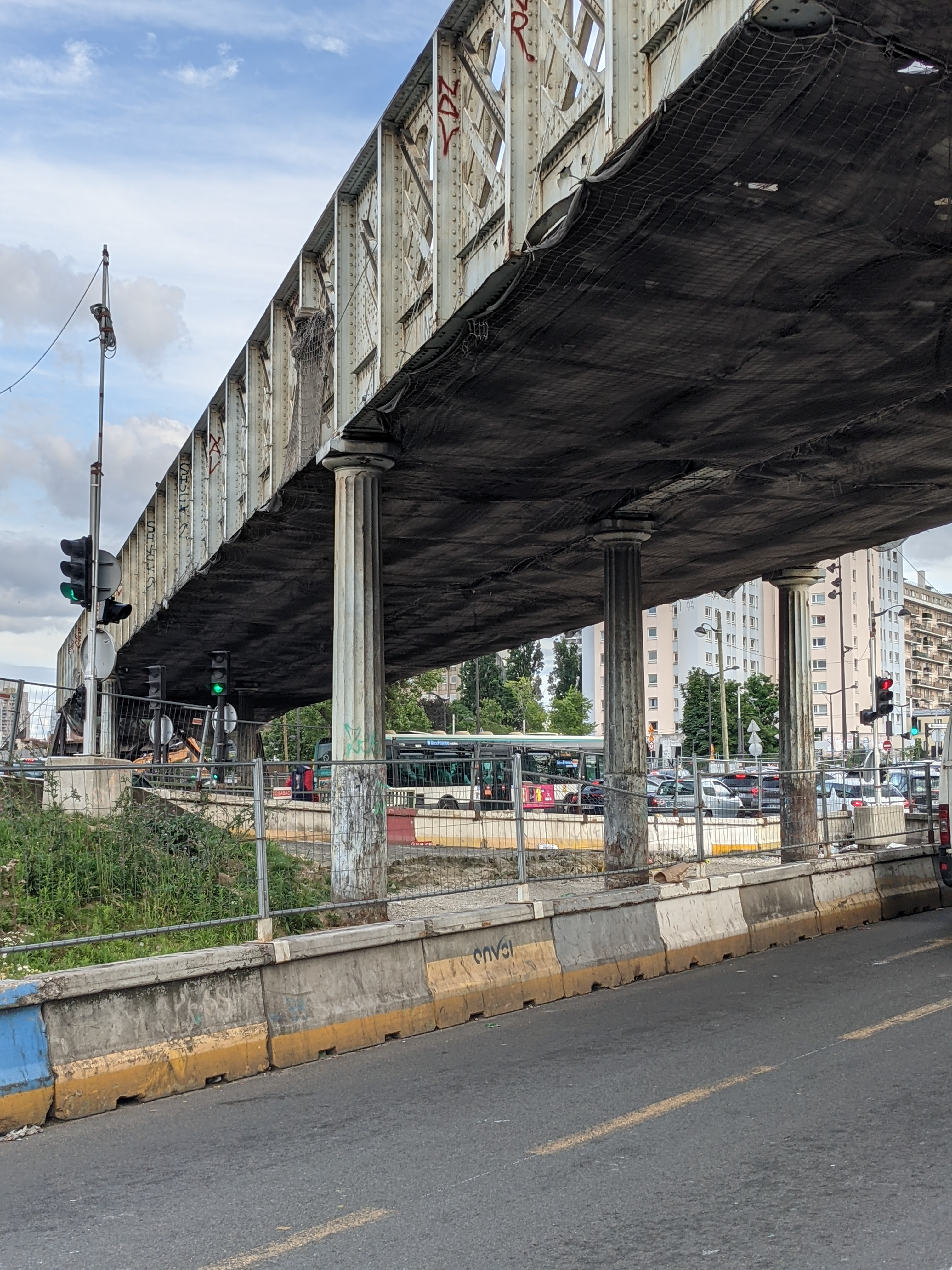
Het viaduct over de Porte de la Chapelle, juli 2021